# Marius Balbinot
Marius Balbinot, né Mario Gaetano Balbinot le 22 juillet 1930 à Novare  et mort le 27 mars 2018 à Évian-les-Bains, est un acteur de cinéma, et metteur en scène français d'origine italienne.

## Filmographie

### Cinéma
- 1969 : Sous le signe du taureau : Un chauffeur de taxi (non crédité)
- 1971 : Mourir d'aimer
- 1972 : Un cave
- 1973 : Il n'y a pas de fumée sans feu
- 1974 : La Coupe à dix francs : Julien Lalande, le père d'André
- 1974 : Les Gaspards
- 1975 : L'Homme du fleuve
- 1976 : Mr. Klein

### Télévision

#### Séries télévisées
- 1960-1969 : En votre âme et conscience
- 1964 : Bayard : Aymot
- 1964-1968 : Le Théâtre de la jeunesse : Le marchand de volaille / Le matelot pirate
- 1967 : Les Habits noirs : le cabaretier Lampion
- 1967 : série Le Tribunal de l'impossible - Épisode La Bête du Gévaudan d'Yves-André Hubert : le crieur
- 1967-1977 : Les Enquêtes du commissaire Maigret : l'officier mécanicien Laberge / le patron de la guinguette
- 1968 : L'Homme du Picardie : le facteur
- 1969 : Fortune
- 1970 : Au théâtre ce soir : le brigadier Nivier
- 1970-1972 : Les Cinq Dernières Minutes : Paterne / L'inspecteur Léveillé
- 1971 : La Dame de Monsoreau : le valet Méridor
- 1971 : Les Dossiers du professeur Morgan
- 1971-1973 : Les Nouvelles Aventures de Vidocq : le commissaire / le gendarme du tribunal
- 1972 : François Gaillard : le menuisier
- 1972 : Les Boussardel
- 1973 : L'Éloignement : le gendarme
- 1974 : La Juive du Château-Trompette
- 1974 : Valérie : Aspeteguy
- 1974 : Étranger, d'où viens-tu? : le patron du café (1974)
- 1977 : Allez la rafale!
- 1977 : Banlieue Sud-Est
- 1977 : Désiré Lafarge
- 1977 : Histoire de la grandeur et de la décadence de César Birotteau
- 1977 : Les Procès témoins de leur temps
- 1977 : Messieurs les jurés : Monsieur Féchain
- 1979 : Il y a plusieurs locataires à l'adresse indiquée : René
- 1979 : Le Tourbillon des jours : Grignon
- 1980 : La Vie des autres : Matlock
- 1980 : Petit déjeuner compris : Stéphane
- 1981 : Cinéma 16 : le chef de gare

#### Téléfilms
- 1959 : Macbeth : le portier
- 1964 : La Mégère apprivoisée
- 1971 : Donogoo : Broudier
- 1972 : 4500 kilos d'or pur de Philippe Ducrest : le pilote
- 1972 : La Mort d'un champion d'Abder Isker
- 1972 : Dossiers de Me Robineau: Main basse sur la campagne : Pirion
- 1972 : Raboliot : Un paysan
- 1973 : Histoire d'une fille de ferme : le premier valet de ferme
- 1973 : L'Enlèvement : Robert
- 1973 : Les Malheurs de la comtesse : un gardien surveillant
- 1973 : Romain Kalbris : le mareyeur
- 1974 : Amoureuse Joséphine : le concierge
- 1974 : Ici, peut-être
- 1974 : Les Oiseaux de lune : Morin
- 1981 : Raspail ou La Passion de la république : Jean Lallier